# Музей української пропаганди
Музе́й української пропаганди — перший музей на найбільшому житловому масиві Троєщина у Деснянському районі Києва.

### Історія музею
Музей було створено 23 травня 2014 року.
Фундатором (засновником) Музею української пропаганди є відомий вчений і громадсько-політичний діяч, поет і публіцист, доктор історичних наук, академік Української академії наук Павло Гай-Нижник.
Творчий актив Музею: 
- куратор — редактор журналу «Музеї України» Віктор Тригуб
- артдиректор — Юрій Нерослик
- креативний директор — фотохудожник Катерина Крючкова.

Меценати, які побажали залишитися невідомими, безкоштовно надали П.Гай-Нижнику та заснованому ним Музею української пропаганди світлу залу на другому поверсі торговельного центру «Радосинь» по вулиці Т.Драйзера,8.
Організатори підкреслюють, що реалізують проект в піку місцевій владі, яка за двадцять років не спромоглася створити в районі державний музей, театр, картинну галерею, цирк та інші заклади культури, при тому, що у районі мешкає десь 350000 жителів! Виставка «Від Сталіна до Путіна».

### Музейна експозиція
Основну увагу привертають інформаційні стенди Київського «Меморіалу», створені директором Музею совєтської окупації Романом Круциком. Особливе звучання має стенд про масові розстріли НКВС громадян у лісовому масиві села Биківня, що входить до Деснянського району. Розповідається про арешти, знущання, знищення українців протягом 1918-54 років.
Організатори виставки переконують, що саме ті страшні методи, сталінська ідеологія, жорстокість складають основу світогляду нинішнього Президента Росії В.Путіна, який розпалив вогнище російсько-української війни, підступно окупував Крим, розпочав агресію та терор на Донбасі.
В експозиції знизу розміщені старі сталінські плакати, що лакували радянську дійсність.
Поруч розміщено плакати сучасних художників, які показують мужність українців на Майдані під час Революції Гідності 2013—2014 рр., боротьбу за свободу і незалежність із зброєю в руках, геройську оборону соборності й державності України у жорстокій війні проти путінської Росії, яку дикунська Московщина розпочала у березні 2014 р.
Добірка матеріалів справляє досить сильне емоційне враження, привертаючи увагу як школярів, студентства так і представників старших поколінь.
У Музеї також розміщено археологічні знахідки, зброю та обладнання часів Першої та Другої світових війн, речі періоду колоніального перебування України під комуністичною владою у складі СРСР, картини і плакати сучасних художників, атрибутику та амуніцію бійців Самооборони Майдану. Організатор та творчий актив Музею постійно працюють над збільшенням та урізноманітненням експонатів.
У Музеї регулярно відбуваються брифінги, прес-конференції, а також творчі зустрічі з відомими громадсько-політичними діячами, істориками, митцями, поетами, зокрема з доктором історичних наук, академіком УАН, поетом і громадсько-політичним діячем П.Гай-Нижником, дослідником більшовицького тоталітаризму Р.Круциком, визначним майстром мініатюри М.Сядристим, дослідницею автентичних рецептів страв з натурального борошна і випічки І.Артеменко, дослідником Трипільської цивілізації В.Перегудою, письменником і політиком В.Яворівським та іншими непересічними особистостями.

### Додаткова інформація
Музей працює на громадських засадах. Про зустрічі з цікавими людьми, відкриття виставок, прес-конференції повідомляється через інтернет та афіші. Вхід до Музею безкоштовний. Адреса: Київ, вул. Т.Драйзера,8.